# إيان كار
إيان كار (بالإنجليزية: Ian Carr)‏ هو بواق وكاتب العمود وملحن بريطاني، ولد في 21 أبريل 1933 في دامفريس ‏ في المملكة المتحدة، وتوفي في 25 فبراير 2009 في لندن في المملكة المتحدة.

## وصلات خارجية
- الموقع الرسمي
- يان كار على موقع IMDb (الإنجليزية)
- يان كار على موقع الموسوعة البريطانية (الإنجليزية)
- يان كار على موقع ميوزك برينز (الإنجليزية)
- يان كار على موقع أول ميوزيك (الإنجليزية)
- يان كار على موقع ديسكوغز (الإنجليزية)
- يان كار على موقع قاعدة بيانات الفيلم (الإنجليزية)